# Valerij Todorovskij
Valerij Todorovskij (russisk: Вале́рий Петро́вич Тодоро́вский) (født 8. maj 1962 i Odessa i Sovjetunionen) er en sovjetisk filminstruktør og manuskriptforfatter.

## Filmografi
- Ljubov (Любовь, 1991)[2][3]
- Podmoskovnyje vetjera (Подмосковные вечера, 1994)
- Strana glukhikh (Страна глухих, 1997)
- Ljubovnik (Любовник, 2002)
- Moj svodnyj brat Frankensjtejn (Мой сводный брат Франкенштейн, 2004)
- Tiski (Тиски, 2007)
- Stiljagi (Стиляги, 2008)
- Bolsjoj (Большой, 2017)